# Какабаев, Халмурад
Халмурад Какабаев — советский хозяйственный, государственный и политический деятель, Герой Социалистического Труда.

## Биография
Родился в 1905 году в ауле Керпичгала. Член КПСС с 1933 года.
С 1928 года — на хозяйственной, общественной и политической работе. В 1928—1970 гг. — секретарь местного Сельсовета, учитель в начальной школе и уполномоченный районной партийной организации ВКП(б), механик, директор МТС, председатель колхоза «Коммуна» Тахтинского района Ташаузской области
Указом Президиума Верховного Совета СССР от 15 ноября 1950 года присвоено звание Героя Социалистического Труда с вручением ордена Ленина и золотой медали «Серп и Молот».
Избирался депутатом Верховного Совета Туркменской ССР 2-го, 3-го, 4-го, 5-го и 6-го созывов.
Умер в Ташаузской области в 1970 году.